# 圣母升天圣殿主教座堂 (索斯诺维茨)
圣母升天圣殿主教座堂  是天主教索斯诺维茨教区的主教座堂，位于波兰西里西亚省索斯诺维茨。
这是一座建于1893年至1899年的折衷主义教堂，拉丁十字平面。1899年，基尔切·托马什·库林斯基主教建立了新的堂区。1992年3月25日，该堂成为天主教索斯诺维茨教区的主教座堂。

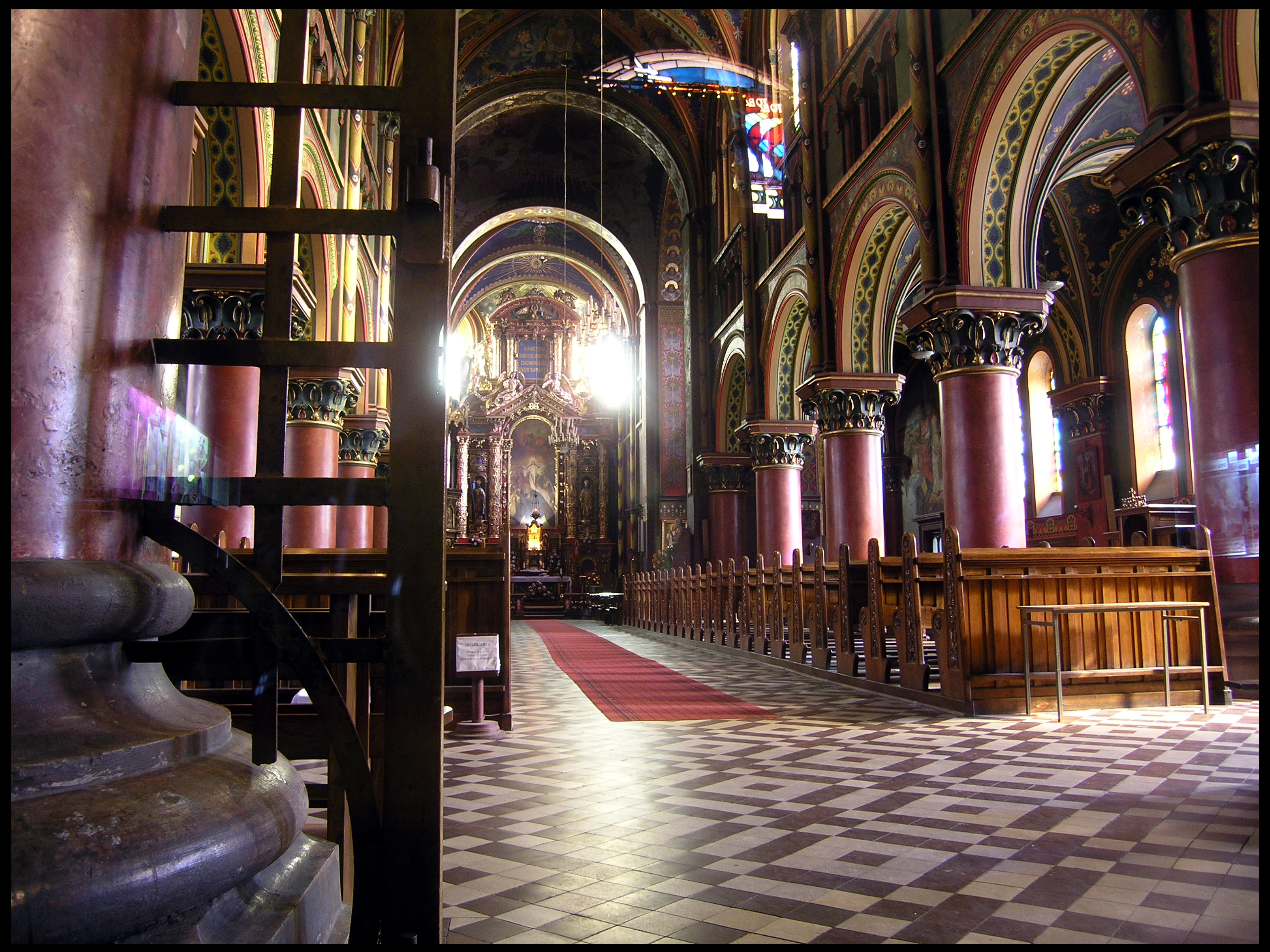
Internal view

2014年10月，该堂受火灾影响。